# Feu magique
Pour plus de détails, voir Fiche technique et Distribution.
Feu magique (titre original : Magic Fire) est un film américain réalisé par William Dieterle, sorti en 1955.

## Synopsis
La vie de Richard Wagner...

## Fiche technique
- Titre : Feu magique
- Titre original : Magic Fire
- Réalisation : William Dieterle
- Scénario : David T. Chantler et Ewald André Dupont d'après le roman The Original Music of Richard Wagner and screenplay de Bertita Harding
- Production : William Dieterle
- Société de production : Republic Pictures
- Superviseur musical : Erich Wolfgang Korngold
- Chorégraphe : Tatjana Gsovsky
- Photographie : Ernest Haller
- Direction artistique : Robert Herlth
- Costumes : Ursula Maes
- Décors : Robert Herlth
- Distribution : Republic Pictures
- Langue : Anglais
- Pays d'origine : États-Unis
- Format : Couleur (Trucolor) - Son : Mono (RCA Sound Recording)
- Genre : Drame
- Durée : 120 minutes
- Dates de sortie : 
  - États-Unis : 29 mars 1956
  - France 30 juin 1956

## Distribution
- Yvonne De Carlo : Minna Planer
- Carlos Thompson : Franz Liszt
- Rita Gam : Cosima Liszt
- Valentina Cortese : Mathilde Wesendonck
- Alan Badel : Richard Wagner
- Peter Cushing : Otto Wesendonck
- Frederick Valk : Ministre von Moll
- Gerhard Riedmann : Louis II de Bavière
- Erik Schumann : Hans von Bülow
- Robert Freitag : August Roeckel
- Heinz Klingenberg : Roi de Saxe
- Charles Régnier : Giacomo Meyerbeer
- Fritz Rasp : Pfistermeister
- Kurt Großkurth : Directeur de Théâtre de Magdebourg
- Hans Quest : Robert Hubner

## Autour du film
Le film, qui retrace la vie et la carrière du compositeur allemand Richard Wagner, a été en grande partie tourné à Bayreuth, en Bavière, où le compositeur s'installa en 1872 avec sa femme Cosima, qui y mourra en 1930.